# Вишневе (Близнюківська селищна громада)
Вишневе (до 2016 року — Радгоспне) — село в Україні, у Близнюківській селищній громаді Лозівського району Харківської області. Населення становить 490 осіб (2001). До 2020 року орган місцевого самоврядування — Вишнівська сільська рада.

## Географія
Село Вишневе розташоване за 198 км від обласного центру та 51 км від районного центру. Селом тече балка Вишнева, на якій є декілька загат.

## Історія
Село засноване у 1932 році під первинною назвою Радгоспне.
У жовтні 1941 року село Радгоспне було тимчасово окуповане німецько-фашистськими військами. Особливо запеклі бої відбувалися в районі села взимку 1942 року. На початку лютого 1942 року 1141-й стрілецький полк 841-ї стрілецької дивізії, який був у районі села силами двох батальйонів завдав удар у фланг та тил противника, що наступав на Криштопівку. До 9-10 лютого 1942 року бої точилися з перемінним успіхом. 11 лютого противник та 1-й кавалерійський полк німців почали контрнаступ на село Радгоспне. Радянські війська відбивали німців і під кінець дня відкинули його на вихідні позиції. Остаточно село Радгоспне було захоплене радянськими військами в ході вересневих боїв 1943 року. 87 радянських воїни, які загинули при обороні й взятті села поховані у братській могилі в центрі села.
19 травня 2016 року село Радгоспне, відповідно з постановою № 4085 Верховної Ради України, на виконання Закону України «Про засудження комуністичного і націонал-соціалістичного (нацистського) тоталітарного режимів і заборону пропаганди їх символіки», перейменоване у Вишневе. 
12 червня 2020 року, відповідно до розпорядження Кабінету Міністрів України № 725-р «Про визначення адміністративних центрів та затвердження територій територіальних громад Харківської області», село увійшло до складу Близнюківської селищної громади.
19 липня 2020 року, в результаті адміністративно-територіальної реформи та ліквідації Близнюківського району, село увійшло до складу Лозівського району Харківської області.

## Економіка
В селі діє молочно-товарна та свино-товарна ферми.